# Chaunay
Chaunay är en kommun i departementet Vienne i regionen Nouvelle-Aquitaine i västra Frankrike. Kommunen ligger i kantonen Couhé som tillhör arrondissementet Montmorillon. År 2022 hade Chaunay 1 201 invånare.

## Befolkningsutveckling
Antalet invånare i kommunen Chaunay
| Referens: INSEE |